# Charles de La Fontaine
Charles de La Fontaine, né le 30 novembre 1594 à Château-Thierry et décédé en 1658, est conseiller du roi, maître des Eaux et Forêts et capitaine des chasses du duché de Château-Thierry. Il est le père du fabuliste français Jean de La Fontaine, auteur des Fables de La Fontaine.

## Présentation
Charles de La Fontaine est le père de Jean de La Fontaine. La famille de La Fontaine exerce à cette époque le métier de marchand-drapier, donc de commerçant, et la généalogie élimine toute possible noblesse. L’un d’entre eux, Nicolas, le grand-père paternel de Charles, tente de sortir de sa catégorie sociale en devenant contrôleur des aides et tailles.
Soucieux également d’ascension sociale, Charles souhaite acquérir une charge de maître particulier des Eaux et Forêts qui représente une importante promotion ; mais pour ce faire, il a besoin d’argent. Le 13 janvier 1617, il épouse Françoise Pidoux (1582-1644), issue de la famille Pidoux : 
« C’était un riche parti, qui lui apporta 30 000 livres de dot, dont 20 000 payées comptant. Grosse somme à l’époque où la dot d’une fille de notable de province ne dépassait guère les 10 000 livres. Ce n’était qu’une avance sur ses biens car la mariée gardait ses droits sur les héritages et partages à venir… ». Françoise héritera notamment de 12000 livres à la mort de sa mère en 1622.
La dot lui permet de s’établir et acheter des deniers de sa femme, une belle demeure au pied du château fort… « C’était la plus belle maison du pays ».
Charles a 23 ans, Françoise 35. Elle est la veuve de Louis de Jouy, marchand, avec qui elle a eu une fille, Anne de Jouy, née en 1611. Charles de La Fontaine devient tuteur et curateur de sa belle-fille. Il tente quelques années plus tard de l’empêcher de se marier. Françoise défend sa fille et obtient une sentence l’autorisant à faire procéder seule au mariage de sa fille avec Philippe de Prast. 
De l'union entre Charles de La Fontaine et de Françoise Pidoux naissent deux fils :
- Jean de La Fontaine, fabuliste français, membre de l'Académie Française, auteur des Fables de La Fontaine (1621-1695)
- Claude de La Fontaine (1623)